# Sea Songs
Sea Songs è un arrangiamento di tre canzoni marinaresche britanniche del compositore inglese Ralph Vaughan Williams. Si basa sulle canzoni "Princess Royal", "Admiral Benbow" e "Portsmouth". Il lavoro è una marcia della durata di circa quattro minuti. Segue una struttura ternaria, con materiale di apertura basato su "Princess Royal" e "Admiral Benbow", con "Portsmouth" che costituisce la sezione centrale prima di un ritorno al materiale di apertura con le prime due canzoni. 

## Storia
La marcia fu arrangiata per banda militare nel 1923 come secondo movimento della English Folk Song Suite e la prima mondiale della suite fu data alla Kneller Hall il 4 luglio 1923. Come lavoro a sé stante la sua anteprima avvenne a Wembley durante la British Empire Exhibition nell'aprile 1924. Questo lavoro, così come l'English Folk Song Suite, derivava dall'ammirazione di Vaughan Williams per la banda della Royal Military School of Music della Kneller Hall. Il lavoro fu riorchestrato per orchestra completa nel 1942 dal compositore.
Il termine "Sea Songs" può anche essere usato per riferirsi a qualsiasi canzone riguardante o che interessa navi e marittimi. Tali canzoni (tra cui i canti marinareschi ed altre canzoni di lavoro) sono classificate più comunemente come Folk Music e sono una delle caratteristiche principali dei festival marittimi tenuti nei porti marittimi (e in alcuni porti fluviali) in tutto il Regno Unito.
| Audio playback is not supported in your browser. You can download the audio file. Incipit di "Princess Royal" |

| Audio playback is not supported in your browser. You can download the audio file. Incipit di "Admiral Benbow" |

| Audio playback is not supported in your browser. You can download the audio file. Incipit di "Portsmouth" |

## Esecuzioni ed incisioni
Il pezzo di Vaughan Williams divenne ben noto nel Regno Unito come il tema musicale dell'adattamento televisivo della BBC di Billy Bunter negli anni '50, che usava la sezione centrale, "Portsmouth", come sigla musicale. Fu anche usato come musica di inizio trasmissioni per la Anglia Television fino ai primi anni '80. Entrambi usarono la registrazione orchestrale del 1955 del lavoro eseguito dalla New Concert Orchestra, diretta da Nat Nyll, che faceva parte della biblioteca musicale Boosey & Hawkes. Questa versione è disponibile su CD. Altre registrazioni stereo più recenti comprendono esecuzioni dirette da Richard Hickox con la Northern Sinfonia, Leonard Slatkin con la Philharmonia Orchestra, George Hurst con la Bournemouth Sinfonietta e Paul Murphy con la Royal Ballet Sinfonia. La partitura originale per banda militare è disponibile in una registrazione del Royal Northern College of Music Wind Orchestra diretta da Timothy Reynish.
Per commemorare il cinquantesimo anniversario della morte di Vaughan Williams, il pezzo fu eseguito nella Last Night of the Proms del 2008, al posto della tradizionale Fantasia on British Sea Songs di Sir Henry Joseph Wood, direttore fondatore dei Proms e amico di Vaughan Williams.